# IC 4363
IC 4363 — галактика типу SBR () у сузір'ї Діва.
Цей об'єкт міститься в оригінальній редакції індексного каталогу.